# Heard It Through the Grapevine
Heard It Through the Grapevine (en hangul, 풍문으로 들었소; romanización revisada, Pungmuneulo deuleossso), también conocida en español como Lo escuché sobre la vid, es una serie de televisión de Corea del Sur emitida originalmente en 2015, dirigida por Ahn Pan-seok y protagonizada por Yoo Jun-sang, Yoo Ho-jeong, Go Ah Sung y Lee Joon.
Fue emitida en su país de origen por Seoul Broadcasting System desde el 23 de febrero hasta el 2 de junio de 2015, con una longitud de 30 episodios emitidos las noches de cada lunes y martes a las 21:55 (KST). La serie posee un tipo de humor negro que satiriza la forma de vida de la clase alta coreana, que ejerce un enorme poder y prospera con la riqueza y el linaje heredados.

## Argumento
Han Jeong Ho y Choi Yeon Hee son una pareja adinerada de una prestigiosa familia. Su reputación de repente se invierte, ya que su hijo adolescente Han In Sang de 18 años, luego de conocer a una chica pobre (Seo Bom) en un campamento, se enamora de ella ante la mirada negativa de su familia, pese a ser inteligente y esforzada.
Seo Bom determina que debe soportar estar aislado su propia familia y la humillación de su familia política, por el bien del futuro de su hijo, mientras In Sang lucha entre su amor por Seo Bom y las altas expectativas de su familia.

## Reparto

### Personajes principales
- Yoo Jun-sang como Han Jeong-ho:

El patriarca de la familia Han, un clan prestigioso y rico que durante generaciones ha producido muchos abogados altamente respetados y exitosos que han influido en la política y la economía de Corea del Sur. Al igual que sus predecesores, Jung Ho es estricto y perfeccionista.
- Yoo Ho Jeong como Choi Yeon Hee:

Es una hermosa mujer de la alta sociedad, elegante e inteligente, esposa de Jung Ho. Ella secretamente sabe que su hijo se siente agobiado y presionado para cumplir con las expectativas de su familia, pero nunca ha hablado de ello.
- Go Ah Sung como Seo Bom:

Segunda hija mayor de una familia normal que vive en un barrio pobre. Ella está decidida a tener un futuro mejor, por lo tanto, ella se esfuerza duro en sus estudios. Inteligente, popular y bien hablada, ella fue elegida para asistir a un prestigioso campamento de Inglés, donde conoce y se enamora de Han In Sang.
- Lee Joon como Han In Sang:

Hijo de Jung Ho y Yeon Hee. In Sang ha recibido la mejor educación que el dinero ha podido comprar. Por fuera parece un chico perfecto, pero que en realidad se siente presionado por su familia y compañeros. Aunque Bom le dijo que no quería volver a verla, su amor por ella le hace romper su promesa.

### Personajes secundarios
Familia de Jung Ho
- Park So Young como Han Yi Ji.

Familia de Seo Bom
- Jang Hyun-sung como Seo Hyung-shik.
- Yoon Bok In como Kim Jin Ae.
- Gong Seung-yeon como Seo Noo Ri.
- Jeon Suk Chan como Seo Cheol Shik.

Cercanos de Yeon Hee
- Baek Ji Yeon como Ji Young Ra.
- Jang Ho Il como Song Jae Won.
- Kim Ho Jeong como Uhm So Jeong.
- Seo Jeong Yeon como Lee Seon Sook.
- Lee Seon Joo como Hong Geum Yeon.

Cercanos de Jung Ho
- Gil Hae Yeon como Yang Jae Hwa.
- Jang So-yeon como Min Joo Young.[6]
- Lee Hwa Ryong como Kim Tae Woo.
- Park Jin Young como Baek Dae Heon.
- Baek Ji-won como Yoo Shin Young.
- Kim Kwon como Yoon Je Hoon.

### Otros personajes
- Jeong Yoo Jin como Jang Hyeon Soo.
- Kim Jung-young como Jung-soon.
- Jung Ga-ram como Sung Min-jae.
- Kim Hak-sun como Butler Park.[7]
- Heo Jung Do como Park Kyung Tae
- Joo Min-kyung como una compañera de Noo-ri.
- Woo Mi-wha como una costurera (ep. 9).

### Apariciones especiales
- Kim Hwan como Presentador.
- Choi Tae-young como Periodista.
- Kim Jong-tae.

## Recepción

### Audiencia
| Ep. #    | Fecha de emisión      | Promedio de audiencia | Promedio de audiencia | Promedio de audiencia | Promedio de audiencia |
| Ep. #    | Fecha de emisión      | TNmS Ratings          | TNmS Ratings          | AGB Nielsen           | AGB Nielsen           |
| Ep. #    | Fecha de emisión      | Nacional              | Seúl                  | Nacional              | Seúl                  |
| -------- | --------------------- | --------------------- | --------------------- | --------------------- | --------------------- |
| 1        | 23 de febrero de 2015 | 6.8 %                 | 8.7 %                 | 7.2 %                 | 8.3 %                 |
| 2        | 24 de febrero de 2015 | 7.9 %                 | 10.6 %                | 8.1 %                 | 9.7 %                 |
| 3        | 2 de marzo de 2015    | 7.0 %                 | 9.9 %                 | 6.5 %                 | 7.2 %                 |
| 4        | 3 de marzo de 2015    | 7.9 %                 | 10.5 %                | 8.7 %                 | 10.0 %                |
| 5        | 9 de marzo de 2015    | 8.1 %                 | 10.2 %                | 8.3 %                 | 9.4 %                 |
| 6        | 10 de marzo de 2015   | 8.3 %                 | 10.7 %                | 9.0 %                 | 10.4 %                |
| 7        | 16 de marzo de 2015   | 8.2 %                 | 10.5 %                | 10.1 %                | 11.8 %                |
| 8        | 17 de marzo de 2015   | 8.3 %                 | 11.1 %                | 9.3 %                 | 10.6 %                |
| 9        | 23 de marzo de 2015   | 8.7 %                 | 11.5 %                | 10.7 %                | 13.0 %                |
| 10       | 24 de marzo de 2015   | 9.4 %                 | 12.5 %                | 10.5 %                | 12.2 %                |
| 11       | 30 de marzo de 2015   | 9.1 %                 | 11.9 %                | 10.3 %                | 12.1 %                |
| 12       | 31 de marzo de 2015   | 9.5 %                 | 12.7 %                | 12.0 %                | 13.7 %                |
| 13       | 6 de abril de 2015    | 9.2 %                 | 11.7 %                | 11.3 %                | 12.4 %                |
| 14       | 7 de abril de 2015    | 10.3 %                | 13.2 %                | 11.0 %                | 12.3 %                |
| 15       | 13 de abril de 2015   | 10.5 %                | 13.2 %                | 11.6 %                | 13.3 %                |
| 16       | 14 de abril de 2015   | 10.1 %                | 13.1 %                | 11.7 %                | 12.9 %                |
| 17       | 20 de abril de 2015   | 11.1 %                | 13.4 %                | 11.6 %                | 12.2 %                |
| 18       | 21 de abril de 2015   | 11.3 %                | 13.6 %                | 12.8 %                | 13.6 %                |
| 19       | 27 de abril de 2015   | 9.8 %                 | 12.1 %                | 11.1 %                | 12.9 %                |
| 20       | 28 de mayo de 2015    | 10.9 %                | 14.2 %                | 12.2 %                | 13.7 %                |
| 21       | 4 de mayo de 2015     | 8.3 %                 | 10.2 %                | 9.3 %                 | 9.8 %                 |
| 22       | 5 de mayo de 2015     | 10.8 %                | 14.1 %                | 10.9 %                | 11.6 %                |
| 23       | 11 de mayo de 2015    | 9.3 %                 | 11.3 %                | 10.6 %                | 11.5 %                |
| 24       | 12 de mayo de 2015    | 9.4 %                 | 11.4 %                | 10.1 %                | 10.6 %                |
| 25       | 18 de mayo de 2015    | 8.8 %                 | 10.9 %                | 10.4 %                | 11.3 %                |
| 26       | 19 de mayo de 2015    | 9.2 %                 | 11.7 %                | 10.8 %                | 11.8 %                |
| 27       | 25 de mayo de 2015    | 9.3 %                 | 11.6 %                | 10.0 %                | 11.5 %                |
| 28       | 26 de mayo de 2015    | 9.2 %                 | 11.4 %                | 9.8 %                 | 11.2 %                |
| 29       | 1 de junio de 2015    | 9.6℅                  | 12.0 %                | 11.0 %                | 12.0 %                |
| 30       | 2 de junio de 2015    | 11.1 %                | 14.9 %                | 11.7 %                | 12.9 %                |
| Promedio | Promedio              | 9.2 %                 | 11.8 %                | 10.3 %                | 11.5 %                |

## Premios y nominaciones
| Año  | Premio                    | Categoría                | Nominado                       | Resultado |
| ---- | ------------------------- | ------------------------ | ------------------------------ | --------- |
| 2015 | 51st Baeksang Arts Awards | Mejor Drama              | Heard It Through the Grapevine | Ganador   |
| 2015 | 51st Baeksang Arts Awards | Mejor director de TV     | Ahn Pan-seok                   | Nominado  |
| 2015 | 51st Baeksang Arts Awards | Mejor guion de TV        | Jung Sung Joo                  | Nominado  |
| 2015 | 51st Baeksang Arts Awards | Mejor nuevo actor de TV  | Lee Joon                       | Nominado  |
| 2015 | 51st Baeksang Arts Awards | Mejor nueva actriz de TV | Go Ah Sung                     | Ganador   |
| 2015 | 51st Baeksang Arts Awards | Mejor nueva actriz de TV | Baek Ji Yeon                   | Nominado  |

## Emisión internacional
- Hong Kong: TVB Korean Drama.